# Страхова, Шарка
Ша́рка Стра́хова (до замужества — Загробская чеш. Šárka Záhrobská, род. 11 февраля 1985 года в Бенецко, Либерецкий край, Чехословакия) — чешская горнолыжница, чемпионка мира и призёрка Олимпийских игр. Специализировалась в слаломе, также выступала в гигантском слаломе и комбинации.

## Карьера

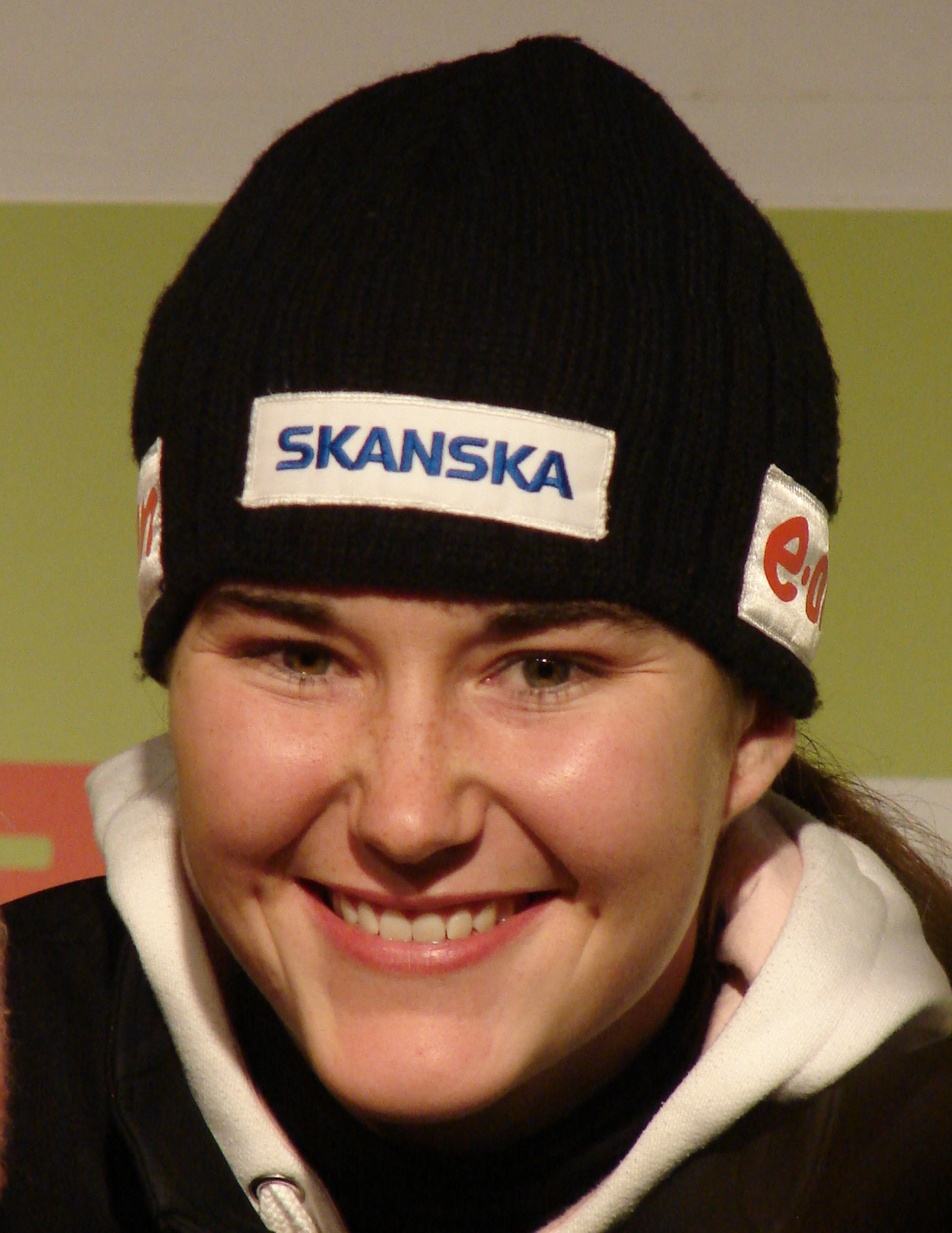
2006 год

На чемпионате мира 2007 года стала победительницей в слаломе, а в суперкомбинации ей не хватило всего 0,20 секунды для завоевания бронзовой медали. Двумя годами ранее она впервые поднялась на подиум, став третьей в слаломе и пятой в суперкомбинации.
На Олимпийских играх в Турине в слаломе была 13-й, в суперкомбинации — 9-й и 22-й в супергиганте. В гигантском слаломе не сумела завершить второй заезд.
В Кубке мира дебютировала 15 декабря 2002 года в Сестриере и финишировала 5-й в параллельном слаломе. В сезонах 2004 и 2006 входила в десятку лучших в слаломе, а в 2006 году ворвалась в тридцатку в общем зачёте. Первый подиум на этапах Кубка мира завоевала в январе 2007 года в Загребе, выиграв бронзу в слаломе, а через несколько дней была второй в той же дисциплине в Краньске-Горе. Так завершилась 22-летняя засуха для чешских спортсменов (последнюю медаль завоевала Ольга Харватова 22 марта 1986 года). Первая победа случилась в ноябре 2009 в Аспене. По итогам того сезона Шарка заняла второе место в зачёте слалома.
Бронза, выигранная Шаркой в слаломе на Олимпиаде-2010 в Ванкувере, стала первой наградой, завоёванной чешскими горнолыжниками на зимних Олимпиадах. Чехословакия выиграла на зимних Олимпиадах одну медаль усилиями Ольги Харватовой, ставшей третьей в 1984 году в Сараево в скоростном спуске.
Шарка выигрывала золотые медали на чемпионатах Чехии (2002: слалом; 2003: слалом, гигантский слалом, супергигант; 2004: слалом, гигантский слалом; 2005: слалом, гигантский слалом; 2006: супергигант), Словении (2006: гигантский слалом) и Хорватии (2006: гигантский слалом). На чемпионате Хорватии в супергиганте на 0,12 секунды опередила Яницу Костелич.
Старший брат Шарки Петр Загробский (род. 1980) также был горнолыжником и участвовал в трёх зимних Олимпиадах (2002, 2006, 2010).
В 2013 году вышла замуж за тренера по фитнесу Антонина Страха и сменила фамилию.
В 2014 году была выбрана в качестве знаменосца сборной Чехии на церемонии открытия зимних Олимпийских игр в Сочи.
В конце марта 2017 года объявила о завершении карьеры. В ноябре 2017 года сообщила, что ждёт первого ребёнка. В апреле 2018 года родила дочь, которую назвали Эма.

## Победы на этапах Кубка мира (2)
| № | Сезон   | Дата        | Место | Дисциплина |
| - | ------- | ----------- | ----- | ---------- |
| 1 | 2008/09 | 30 ноя 2008 | Аспен | Слалом     |
| 2 | 2009/10 | 29 ноя 2009 | Аспен | Слалом (2) |